# Erbecedo
Erbecedo (llamada oficialmente San Salvador de Erbecedo) es una parroquia española del municipio de Coristanco, en la provincia de La Coruña, Galicia.
Se grabó un programa de televisión para la Televisión de Galicia, el cual se llamaba "A Sariña".

## Otras denominaciones
La parroquia también es conocida por el nombre de Divino Salvador de Erbecedo.

## Entidades de población
Entidades de población que forman parte de la parroquia:
- Abelenda (A Abelenda)
- Braña (A Braña)
- Carballás (O Carballás)
- Cepa (A Cepa)
- Cereixa
- Cucheiros (Os Cucheiros)
- Figueiras
- Loureiros (Os Loureiros)
- Pedreira (A Pedreira)
- Pomba (A Pomba)
- Pumariño (O Pumariño)
- Riveiro (O Ribeiro)
- Silván
- Soutullo
- Torre (A Torre)
- O Porto da Presa

## Demografía
| Gráfica de evolución demográfica de Erbecedo entre 2000 y 2019 |
|                                                                |
| Datos según el nomenclátor publicado por el INE.               |